# Гришак Роман Геннадійович
Роман Геннадійович Гришак — лейтенант Збройних сил України, учасник російсько-української війни.

## Життєпис
Народився в місті Лебедин Сумської області. 1999 року закінчив Лебединське медичне училище імені професора М. І. Сітенка за спеціальністю фельдшер. У цьому ж році проходив службу по контракту в роті спеціального призначення військової частини 2276 Національної гвардії України. Після звільнення, перебуваючи на спеціальному обліку, добровільно пішов по першій хвилі мобілізації відстоювати незалежність своєї держави. Спочатку перебував у стінах Сумського прикордонного загону і вже навесні 2014 року підрозділ був відряджений на посилення до Луганського прикордонного загону.
Коли чоловік потрапив до 58-ї окремої мотопіхотної бригади оперативного командування «Північ» Сухопутних військ Збройних Сил України, він став на посаду командира відділення протитанкового кулеметного взводу одного з підрозділів. Тоді якраз горіли бойові дії в місті Авдіївка Ясинуватського району. То були гарячі серпнева дні 2016 року. Тоді вже підрозділи були виведені на правий фланг, ближче до шахти «Бутівка». Бійці заходили на нові позиції, окопувались, закріплювались на території. Але, як і очікувалось, почався мінометний обстріл мінами 120 мм зі сторони «Мельниці». Ворог спробував підключити танки з наміром вибити з позицій бригаду. Але їм то зробити, на щастя, не вдалось. Хлопці змогли утримати позицію.
Тоді Роман Гришак виконував завдання на посадах головного сержанта взводу, яка є досить відповідальною та рішучою. Потім став командиром мотопіхотного взводу мотопіхотної роти 16-го окремого мотопіхотного батальйону.
Ранок 24 лютого 2022 для штаб-сержанта Романа Гришака на псевдо «Ангел» почався з команди висунутись на певну точку, зайняти оборону та не допустити прориву противника. З того моменту, як прийняли перший бій, темп для всього підрозділу не знижується, але вже на іншій локації. Завдяки впевненим та професійним діям Романа було неодноразово зупинено просування ворога та завдано суттєвих втрат в особовому складі й техніці на Сумщині, зокрема поблизу Глухова, Батурина та на інших позиціях.

## Нагороди
- Звання «Герой України» з врученням ордена «Золота Зірка» (26 березня 2022) — за особисту мужність і героїзм, виявлені у захисті державного суверенітету та територіальної цілісності України, вірність військовій присязі.
- Орден «За мужність» III ступеня (3 травня 2019) — за вагомий особистий внесок у зміцнення обороноздатності Української держави, мужність і самовіддані дії, виявлені у захисті державного суверенітету та територіальної цілісності України, зразкове виконання військового обов'язку та з нагоди Дня піхоти[3].